# Демяница (река)
Вижте пояснителната страница за други значения на Демяница.
Демяница е река в Пирин в басейна на Места, която събира водите на шест езерни групи – Василашки, Валявишки, Превалски, Типицки, Къркъмски и Газейски езера. Под името Валявица води началото си от Валявишките езера на 2400 м. Първоначално тече на запад, но след като минава през местността Тияците, се насочва право на север. Водосборният ѝ басейн се изчислява на 37 кв. км. Средният наклон е 102‰, тоест на всеки километър линейна дължина реката се спуска с повече от сто метра. Край хижа Демяница приема два големи притока – отляво Василашката река, а отдясно Газейската река. След това в нея се вливат още две реки – Къркъмската отляво и Юлен отдясно. Това я прави сравнително пълноводна река с дебит около 1,5 куб. м в секунда. На километър и половина под хижа Демяница (на височина 1750 м) реката образува малък водопад, наречен Демянишки скок, висок 11 м; а на височина 1650 м образува водопада Юленски скок, висок 9 м. И двата са обявени за природна забележителност през 1965 г. Над град Банско се слива с река Бъндерица и двете заедно образуват река Глазне. Общата дължина на река Демяница до сливането с Бъндерица е 13 – 14 км.